# 廖恳
廖恳（1971年1月—），男，中华人民共和国政治人物，曾任中国电视艺术家协会分党组书记、驻会副主席、秘书长，中国文学艺术界联合会电视艺术中心主任，現任中共日喀则市委副书记。